# Hunipui
Les Hunipui sont des autochtones amérindiens vivant dans le Nord-Est de l'Oregon. Leur territoire traditionnel se situe entre les rivières Deschutes et John Day. Ils font partie du groupe des Païutes.[réf. souhaitée]